# Rainer Keller (Politiker)
Rainer Johannes Keller (* 4. Dezember 1965 in Drevenack; † 22. September 2022 in Berlin) war ein deutscher Politiker (SPD). Von der Bundestagswahl 2021 bis zu seinem Tod war er Mitglied des Deutschen Bundestages.

## Leben und Beruf
Keller wurde in Drevenack geboren und wuchs in Wesel auf. Er machte seinen Zivildienst im Rettungsdienst der Stadt Essen beim Arbeiter-Samariter-Bund. Von 1991 bis 1993 war er hauptberuflich als Rettungssanitäter tätig. Anschließend absolvierte er bis 1996 eine Ausbildung zum  Krankenpfleger und war im Anschluss daran vorwiegend in der Intensivpflege in Düsseldorf und Dinslaken beschäftigt. Von 2001 bis Januar 2020 war Keller im Vertrieb und Marketing von Medizinprodukten tätig, ab Januar 2020 für ein deutsches Medizintechnikunternehmen. Im Dezember 2016 legte er die Ergänzungsprüfung zum Notfallsanitäter ab.
Rainer Keller starb am 22. September 2022 im Alter von 56 Jahren in Berlin.

## Politische Tätigkeiten
1984 trat Keller den Jusos bei. Er war in verschiedenen Vorständen im Unterbezirk Wesel und bei der Juso-Arbeitsgemeinschaft Wesel tätig. Ab 2017 engagierte er sich wieder in der SPD Wesel und war Beisitzer im Ortsvereinsvorstand sowie sachkundiger Bürger im Stadtentwicklungsausschuss der Stadt Wesel.
Bei der Wahl zum 20. Deutschen Bundestag im Jahr 2021 kandidierte Keller auf Listenplatz 61 der SPD Nordrhein-Westfalen. Er gewann mit 34,2 % der Erststimmen das Direktmandat im Bundestagswahlkreis Wesel I. Im Bundestag war er ordentliches Mitglied im Ausschuss für wirtschaftliche Zusammenarbeit und Entwicklung, im Ausschuss für Umwelt, Naturschutz, nukleare Sicherheit und Verbraucherschutz, im Ausschuss für Menschenrechte und humanitäre Hilfe und im 1. Untersuchungsausschuss der 20. Wahlperiode des Deutschen Bundestages. Zudem gehörte er der Parlamentariergruppe Bulgarien-Moldau-Rumänien an und war einer ihrer stellvertretenden Vorsitzenden. Nach seinem Tod rückte Daniel Rinkert für ihn in den Bundestag nach.

## Mitgliedschaften
Keller engagierte sich seit seinem Zivildienst ehrenamtlich im Ortsverein Wesel des Deutschen Roten Kreuzes (DRK). Für das DRK war er als Sanitäter, Kreisbereitschaftsleiter sowie Kreisbeauftragter für den Katastrophenschutz tätig und gehörte zudem als Fachberater dem Krisenstab des Kreises Wesel an. Ab 2010 war er im DRK-Ortsverein Vorstandsmitglied und von 2017 bis 2021 dessen Vorsitzender. Nach seiner Wahl in den Bundestag gab er 2021 den Vorsitz ab und blieb bis zu seinem Tod 2022 stellvertretender Vorsitzender des Ortsvereins. Darüber hinaus war er Mitglied der Gewerkschaft ver.di.

## Privates
Keller war geschieden und Vater eines Kindes.